# Koray Kacinoglu
Koray Kaçınoğlu (Krefeld, 1994. július 20. –) német-török származású német korosztályos válogatott labdarúgó, aki jelenleg a SG Wattenscheid 09 játékosa.

## Statisztika
| Klub információ       | Klub információ       | Klub információ       | Bajnokság | Bajnokság | Kupa      | Kupa      | Nemzetközi | Nemzetközi | Összesen | Összesen |
| Szezon                | Klub                  | Bajnokság             | Mérk.     | Gól       | Mérk.     | Gól       | Mérk.      | Gól        | Mérk.    | Gól      |
| Németország           | Németország           | Németország           | Bajnokság | Bajnokság | DFB-Pokal | DFB-Pokal | UEFA       | UEFA       | Összesen | Összesen |
| --------------------- | --------------------- | --------------------- | --------- | --------- | --------- | --------- | ---------- | ---------- | -------- | -------- |
| 2012–13               | Köln II               | Regionalliga West     | 4         | 0         | 0         | 0         | 0          | 0          | 4        | 0        |
| 2013–14               | Köln II               | Regionalliga West     | 13        | 1         | 0         | 0         | 0          | 0          | 13       | 1        |
| 2014–15               | Altınordu Izmir       | 1.Lig                 | 1         | 0         | 3         | 0         | 0          | 0          | 4        | 0        |
| 2014–15               | Wattenscheid 09       | Regionalliga West     | 14        | 0         | 0         | 0         | 0          | 0          | 14       | 0        |
| Összesen              | Németország           | Németország           | 32        | 1         | 0         | 0         | 0          | 0          | 32       | 1        |
| Karrier teljesítménye | Karrier teljesítménye | Karrier teljesítménye | 32        | 1         | 0         | 0         | 0          | 0          | 32       | 1        |

## Sikerei, díjai
- Németország U17
  - U17-es labdarúgó-Európa-bajnokság ezüstérmes: 2011
  - U17-es labdarúgó-világbajnokság bronzérmes: 2011